# Volkswagen C Coupé GTE
Le Volkswagen C Coupé GTE est un concept car dérivé de la Volkswagen Sport Coupé Concept GTE et dévoilé puis produit par Volkswagen au salon de Shanghai en 2015. Il préfigure la Volkswagen Phideon qui est lancée en Chine fin 2016 et la nouvelle identité stylistique des futurs modèles chinois de la marque.